# Хлорид протактиния(IV)
Хлорид протактиния(IV) — бинарное неорганическое соединение, соль металла протактиния и соляной кислоты с формулой PaCl4, жёлто-зелёные кристаллы, растворимые в воде.

## Получение
- Растворение металлического протактиния в разбавленной соляной кислоте

{\displaystyle {\mathsf {Pa+4HCl\ {\xrightarrow {}}\ PaCl_{4}+2H_{2}}}}
- Восстановление водородом хлорида протактиния(V):

{\displaystyle {\mathsf {2PaCl_{5}+H_{2}\ {\xrightarrow {600-800^{o}C}}\ 2PaCl_{4}+2HCl}}}

## Физические свойства
Хлорид протактиния(IV) образует жёлто-зелёные кристаллы.
Умеренно растворяется в холодной воде с сильным гидролизом по катиону.

## Химические свойства
- Реагирует с горячей водой:

{\displaystyle {\mathsf {PaCl_{4}+H_{2}O\ {\xrightarrow {90^{o}C}}\ PaCl_{2}O\downarrow +2HCl}}}
- В водном растворе окисляется кислородом воздуха:

{\displaystyle {\mathsf {4PaCl_{4}+O_{2}+2H_{2}O\ {\xrightarrow {}}\ 4PaCl_{3}O+4HCl}}}
- В концентрированной соляной кислоте образует комплексное соединение:

{\displaystyle {\mathsf {PaCl_{4}+HCl\ {\xrightarrow {}}\ H_{2}[PaCl_{6}]}}}
- Окисляется в царской водке:

{\displaystyle {\mathsf {3PaCl_{4}+HNO_{3}+6HCl\ {\xrightarrow {}}\ 3H[PaCl_{6}]+NO\uparrow +2H_{2}O}}}
- Вступает в обменные реакции:

{\displaystyle {\mathsf {PaCl_{4}+2(NH_{4})_{2}CO_{3}\ {\xrightarrow {}}\ Pa(CO_{3})_{2}\downarrow +4NH_{4}Cl}}}